# Coptotettix torulidosalis
Coptotettix torulidosalis is een rechtvleugelig insect uit de familie doornsprinkhanen (Tetrigidae). De wetenschappelijke naam van deze soort is voor het eerst geldig gepubliceerd in 2011 door Ou.